# Норрис, Джастин
Джастин Невилль Норрис (англ. Justin Neville Norris; род. 3 июня 1980 года, Стоктон, Новый Южный Уэльс, Австралия) — австралийский пловец. Специализируется в плавании на 200 метров баттерфляем и комплексном плаванием на дистанции 200 и 400 метров. Дебютировал в составе сборной страны на Пан Пасифик Чемпионате 1999 году.
На Олимпийских играх 2000 году участвовал в двух заплывах. В 400 метров комплексным плаванием принял участие в финале и закончил шестым. В финале 200 метров баттерфляем выиграл бронзовую Олимпийскую медаль.
После олимпийской медали завоевал на Играх Содружества в 2002 году три золотые медали. В Олимпийских играх 2004 году участвовал в трёх заплывах. Не прошёл финалы на дистанциях в 200 и 400 метров. Плавал в полуфинале 200 баттерфляем, но не прошёл в финал.